# Kalifornská kolona
Kalifornská kolona (California Column) byla jednotka vojenských dobrovolníků armády Unie, která v období Americké občanské války operovala na území Arizony, Nového Mexika a Texasu. Jednalo se o kombinaci pěších a dělostřeleckých pluků a několika jízdních rot, které se mezi dubnem a srpnem roku 1862 přesouvaly z Kalifornie přes Arizonu a Teritorium Nového Mexika  k řece Rio Grande a dále na jihozápad  k El Pasu. Za necelé čtyři měsíce urazily pěším pochodem vzdálenost přes 1300 kilometrů.

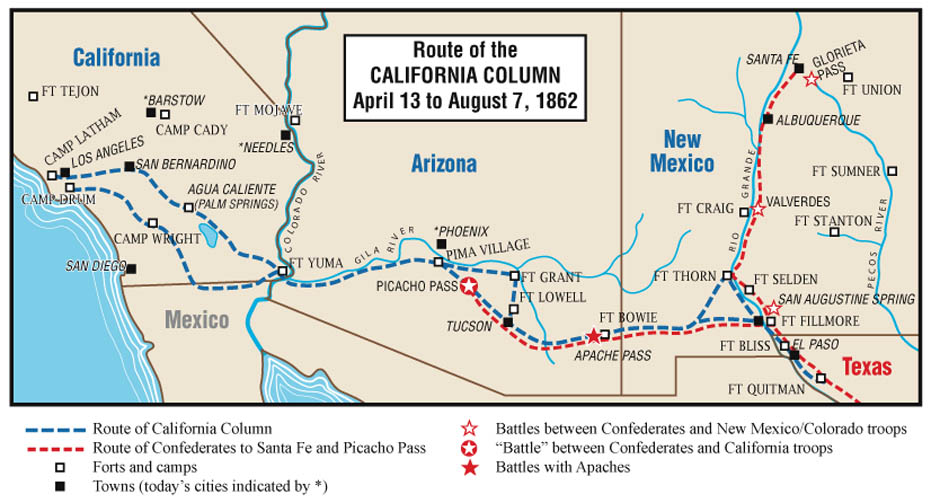
Mapa pochodu Kalifornské kolony

## Zformování jednotky
Původně se Kalifornská kolona  skládala z deseti rot Prvního Kalifornského Pěšího pluku, dále z pěti rot kompletního Prvního jízdního pluku kalifornských dobrovolníků, roty B  Druhého jízdního pluku kalifornských dobrovolníků a Lehké baterie A, roty Třetího pluku amerického dělostřelectva. Toto vojsko  tvořilo 1500 dobře vycvičených a disciplinovaných mužů a když se později  k této armádě přidal Pátý Kalifornský pěší pluk pod vedením podplukovníka George W. Bowieho,  celkový počet Kalifornské kolony dosáhl  stavu 2350 mužů.

## Bojové poslání
Úkol Kalifornské kolony, které velel plukovník James Henry Carleton (během pochodu povýšený do hodnosti brigádního generála), spočíval ve vytlačení Konfederačních jednotek z Federálního území Teritoria Nového Mexika. V roce 1861 tam z Texasu vyslala Konfederační armáda několik menších jednotek a těm se podařilo úspěšně napadnout  několik nedostatečně chráněných pevností Unie  a donutit jejich vojáky  k ústupu. Konfederační armáda navíc  na území Arizony a Nového Mexika  úspěšně prováděla  verbováni místních mužů do vlastních řad.
Vojska Kalifornské kolony  se před začátkem vojenského tažení soustředila ve vojenské pevnosti Fort Yuma, ležící na kalifornsko-arizonské hranici na západním břehu řeky Colorada. Na pochod se vojáci vydávali v oddělených skupinách, vždy  v rozmezí  několika dnů, aby se podél trasy stačily naplnit studny a obnovit prameny. Naprostou většinu pochodu šli vojáci pěšky a ve vysokých pouštních teplotách byli oblečeni do vlněných uniforem. K pochodu využívali v té době již nepoužívanou poštovní cestu společnosti Butterfield Overland Mail, která spojovala San Francisco s Memphisem a Saint Louis a bývalé poštovní stanice sloužily pro postupující armádu jako zásobovací sklady. V opačném směru tuto trasu používaly k výpadům proti armádě Unie i Konfederační jednotky a proto po celé její délce docházelo k  bojovým střetům.

## Vojenské střety v Arizoně
Pod vedením kapitána Sheroda Huntera bojovala v  Konfederační armádě rota A Arizonských Rangerů, která byla složena z místních arizonských dobrovolníků, a těm se dařilo provádět úspěšné diverzní akce do hloubky území armády Unie. Brali do zajetí jejich průzkumně oddíly, ničili a vypalovali zásobovací  sklady a mlýny a tím se jim dařilo zpomalovat postup Unijních vojsk.  Carleton se snažil navázat spojení s generálem E. R. S. Canbym, velitelem Unijní armády v Novém Mexiku a informovat ho o postupu Kalifornské kolony. To mělo mít za následek uchovaní a zintenzivnění  vojenských operací  Canbyho jednotek  proti Konfederační armádě, která by se potom ocitla pod tlakem Unijní armády ze západu i severu. Dokud Canby neměl o postupu Kalifornské kolony zprávy, jeho strategie spočívala především v defenzivě a  Konfederační armáda mohla klást aktivní odpor proti postupu Kalifornské kolony. Konfederačním oddílům se dlouho dařilo Carletonovy depeše zachytávat, až na  konci června  se jednu z nich podařilo doručit a Unijní vojska Nového Mexika začala koordinovat své vojenské operace s Kalifornskou kolonou. Té se brzy potom podařilo proniknout do Nového Mexika, ale její předvoj, část Kalifornského Pěšího pluku, se  krátce předtím musel utkat  s Apači a jejich proslulým náčelníkem Cochisem v bitvě o Apačský průsmyk.

## Kalifornská kolona na území Teritoria Nového Mexika
Když  první jednotky armády Unie dorazily k řece Rio Grande, byl jejich postup zpomalen silnými záplavami. Překročit rozvodněnou řeku se jim podařilo až po sedmi dnech a když dosáhly druhého břehu, zjistily, že Konfederační vojska  již ustoupila do Texasu.  Carlton se ještě pokusil o jejich pronásledovaní a  při taženi  západním Texasem  obsadil město Franklin (dnešní El Paso) a postoupil až k pevnosti Quitman.
Při obsazení  území Západního Texasu bylo hlavním posláním Kalifornské kolony, aby v rámci pevnostních posádek zabránila návratu Konfederační armády a aby vojensky zajišťovala úsilí Unie politicky reorganizovat Teritoria Nového Mexika a Arizony. Vojáci Kalifornské kolony plnili důležitou úlohu jako posádky vojenských pevností, jako ozbrojený  doprovod vládních vozů a ochrana konvojů kolonistů směřujících na západ.  Z hlediska vojenského využití bylo nejpodstatnější jejich časté nasazování do bojů proti indiánským kmenům Apačů a Navajů. Po skončení občanské války byla Kalifornská kolona v roce 1866 rozpuštěna.